# Dorfkirche Hallungen

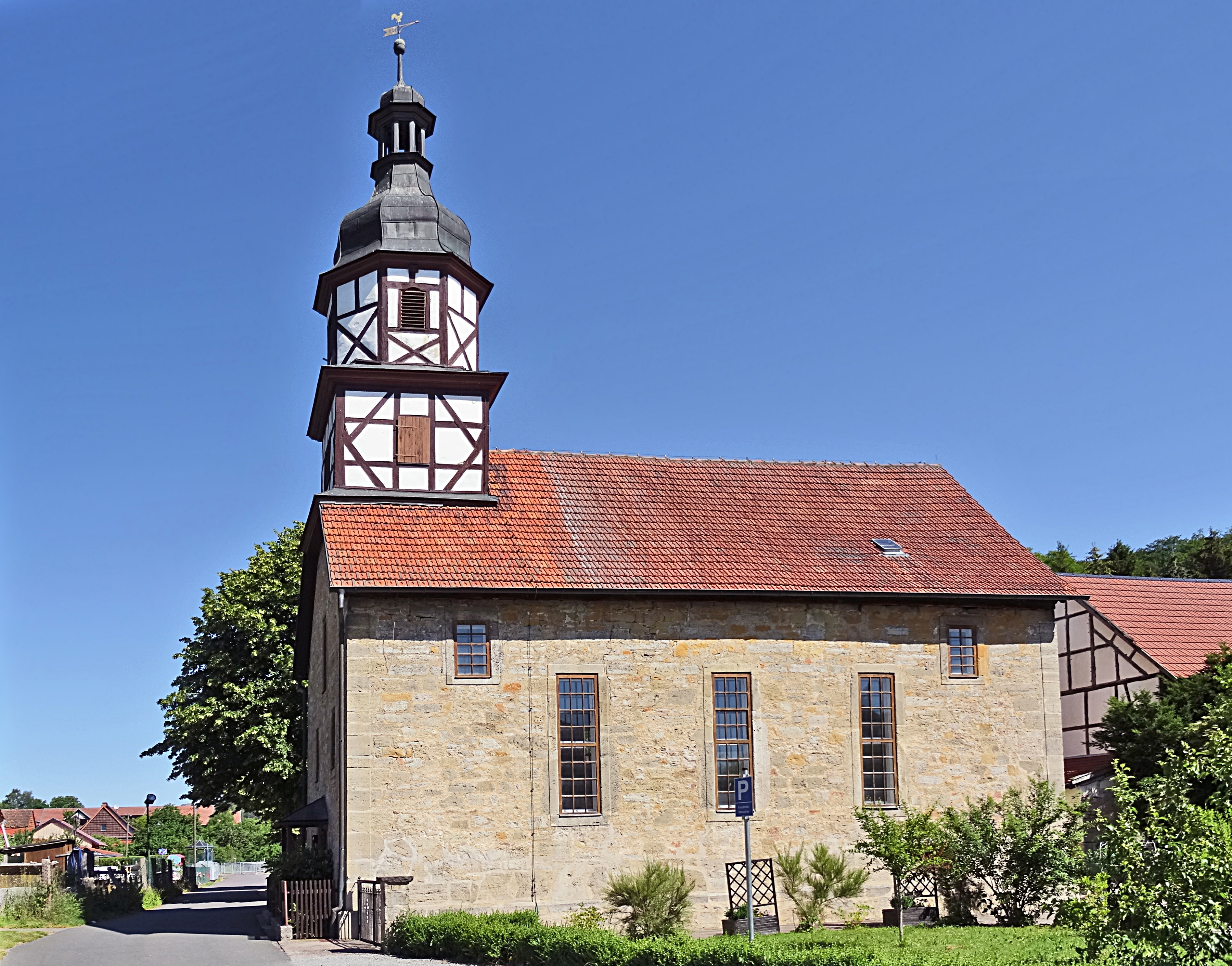
St. Nikolai

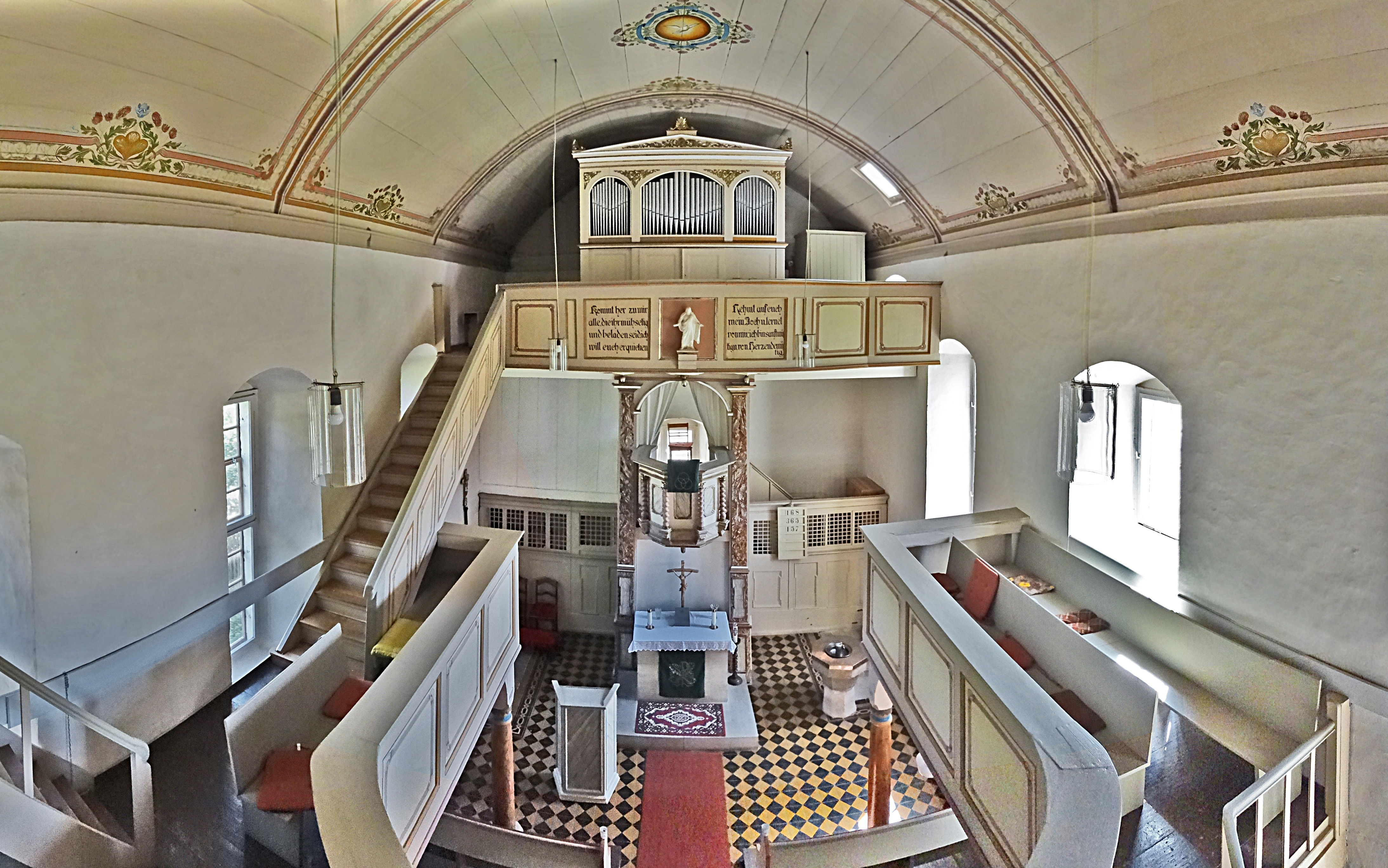
Innenansicht mit Kanzelaltar und Orgel

Diel evangelisch-lutherische Dorfkirche Hallungen steht im Ortsteil Hallungen der Gemeinde Südeichsfeld im Unstrut-Hainich-Kreis in Thüringen.

## Geschichte
Die Vorgängerkirche der heutigen Nikolaikirche soll bereits im 15. Jahrhundert erbaut worden sein. Die heutige Kirche wurde 1725 neu errichtet. Sie hat im Inneren eine Grundfläche von 16 × 7 Meter und besitzt ein hölzernes, farbenfroh bemaltes Tonnengewölbe. Der schlanke Kirchturm ist ein Dachreiter, sein Obergeschoss besteht aus Fachwerk, der Turmhelm ist als achtkantige Schweifkuppel ausgeführt. Aus dem Vorgängerbauwerk sind noch in der Ostwand eingemauerte, aber stark verwitterte Grabsteine zu sehen. Sie stammen aus der Zeit um 1620. Auch der Taufstein und ein silberner Kelch stammen aus dem 16. Jahrhundert.
Der Kirchturm bekam 1988 ein neues Kupferdach. Über dem Altar und der Kanzel befindet sich die Orgelempore. Die Orgel wurde 1880 von Guido Knauf gebaut und verfügt über 12 Register, verteilt auf zwei Manuale und Pedal.
Renovierungen fanden 1827, 1903, 1963 und 1988 statt. Im Turm arbeitet zuverlässig das Turmuhrwerk von Wilhelm Kühn (Gräfenroda 1894).